# Vanadis formosa
Vanadis formosa är en ringmaskart som beskrevs av Jean Louis René Antoine Édouard Claparède 1870. Vanadis formosa ingår i släktet Vanadis och familjen Alciopidae. Arten har ej påträffats i Sverige. Inga underarter finns listade i Catalogue of Life.